# District de Zhenjiang
Pour les articles homonymes, voir Zhenjiang (homonymie).
Le district de Zhenjiang (浈江区 ; pinyin : Zhēnjiāng Qū) est une subdivision administrative de la province du Guangdong en Chine. Il est placé sous la juridiction de la ville-préfecture de Shaoguan.